# الکساندر کورنیف
الکساندر کورنیف (به روسی: Александр Владимирович Корнеев) (متولد ۱۱ سپتامبر ۱۹۸۰ در مسکو) والیبالیست عضو سابق تیم ملی والیبال روسیه است.
الکساندر در المپیک ۲۰۰۸ پکن با روسیه به مدال برنز دست یافت.